# Giulio Gerardi
Giulio Gerardi (ur. 30 listopada 1912 w Pietraporzio, zm. 10 lipca 2001 Vinadio) – włoski biegacz narciarski, brązowy medalista mistrzostw świata.

## Kariera
Igrzyska olimpijskie w Garmisch-Partenkirchen były pierwszymi i zarazem ostatnimi w jego karierze. Wraz z kolegami z reprezentacji zajął tam czwarte miejsce w sztafecie 4 × 10 km, w bezpośrednim pojedynku o trzecie miejsce Włosi ulegli Szwedom. Indywidualnie zajął 19. miejsce w biegu na 18 km techniką klasyczną.
W 1937 roku wystartował na mistrzostwach w Chamonix. Osiągnął tam największy sukces w swojej karierze wspólnie z Aristide Compagnonim, Vincenzo Demetzem i Silvio Confortolą zdobywając brązowy medal w sztafecie. Na tych samych mistrzostwach zajął dziewiąte miejsce w biegu na 18 km techniką klasyczną. Rok później, podczas mistrzostw świata w Lahti zajął szóste miejsce w sztafecie oraz 70 w biegu na 18 km. Zdobył także brązowy medal na mistrzostwach w Cortina d’Ampezzo. Podczas spotkania we francuskim mieście Pau, FIS zadecydowała jednak, że wyniki z tych mistrzostw nie będą wliczane do klasyfikacji ogólnej, gdyż liczba zawodników była zbyt mała.

## Osiągnięcia

### Igrzyska olimpijskie
| Miejsce | Dzień     | Rok  | Miejscowość            | Konkurencja             | Wynik   | Strata | Zwycięzca    |
| ------- | --------- | ---- | ---------------------- | ----------------------- | ------- | ------ | ------------ |
| 4.      | 10 lutego | 1936 | Garmisch-Partenkirchen | Sztafeta 4 × 10 km      | 2:41:33 | +8:32  | Finlandia    |
| 19.     | 12 lutego | 1936 | Garmisch-Partenkirchen | 18 km stylem klasycznym | 1:14:38 | +6:49  | Erik Larsson |

### Mistrzostwa świata
| Miejsce | Dzień     | Rok  | Miejscowość | Konkurencja             | Czas biegu | Strata | Zwycięzca       |
| ------- | --------- | ---- | ----------- | ----------------------- | ---------- | ------ | --------------- |
| 9.      | 14 lutego | 1937 | Chamonix    | 18 km stylem klasycznym | 1:11:21    | +5:43  | Lars Bergendahl |
| 3.      | 18 lutego | 1937 | Chamonix    | Sztafeta 4 × 10 km      | 3:06:07    | +2:41  | Norwegia        |
| 70.     | 25 lutego | 1938 | Lahti       | 18 km stylem klasycznym | 1:09:37    | +7:19  | Pauli Pitkänen  |
| 6.      | 28 lutego | 1938 | Lahti       | Sztafeta 4 × 10 km      | 2:38:42    | +14:27 | Finlandia       |